# 张蕾 (主持人)
張蕾（1979年4月1日—），山西阳泉人，原中国中央电视台主持人，北京电影学院视听传媒学院副教授，中国共产党党员（2001年—）。

## 生平
張蕾毕业于中国传媒大学播音与主持专业，硕士毕业于北京大学。2006年参加《挑战主持人》，从11000余名选手中脱颖而出获得第一名，当场签约央视。随后，她进入《欢乐中国行》做了4年外景主持人。此后曾担任《国庆七天乐》、《综艺盛典》、《欢乐英雄》等节目以及多档大型晚会的主持工作，如2017年央视春晚桂林分会场主持人。
2017年开设微信公众号“100种生活之美”，分享生活中的美学理念。
2023年4月，从央视离职，后与抖音联手打造了首档文化名人直播对谈节目《书行者》。2024年，成为北京电影学院视听传媒学院副教授。

## 家庭
2013年，网友“潘左秋右”和《南都娱乐周刊》官方微博爆料称，张蕾与50多岁的铁矿大亨、沃源集团董事长王吉财完婚，媒人为央视主播毕福剑。2018年2月，张蕾在中国日报网的专访中对此传言予以否认。

## 荣誉
- 2006年，《挑战主持人》第一名[8]。
- 2009年度最受大学生喜爱女主持人[7]。
- 2011年，入围第二届中国大学生电视节最受大学生喜爱女主持人[12]。